# 우리산업
우리산업 주식회사는 대한민국의 자동차 부품 기업이다.

## 역사
2015년 4월 1일 우리산업홀딩스의 자동차 부품 제조 및 판매사업을 인적분할하여 설립되었다.

## 사업
자동차 공조장치 관련 부품 제조업체로 알려져 있으며 샤오미의 전기차 사업 진출로 인해 주가가 급등했다.

## 본점 및 지점 현황
- 본점: 경기도 용인시 기흥구 지삼로 89
- 공장: 경기도 평택시 포승읍 포승남로 317

### 내용주
1. ↑  우리산업홀딩스의 대표이사를 겸하고 있다.